# Paul Kimritz
Paul Kimritz (* 8. August 1888 in  Königsberg i. Pr.; † 1973 in Erfurt) war ein deutscher Bildhauer.

## Leben

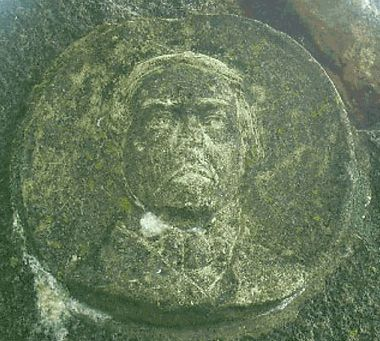
Kimritz’ Medaillon von Fr. Dewischeit in Lötzen (1908)

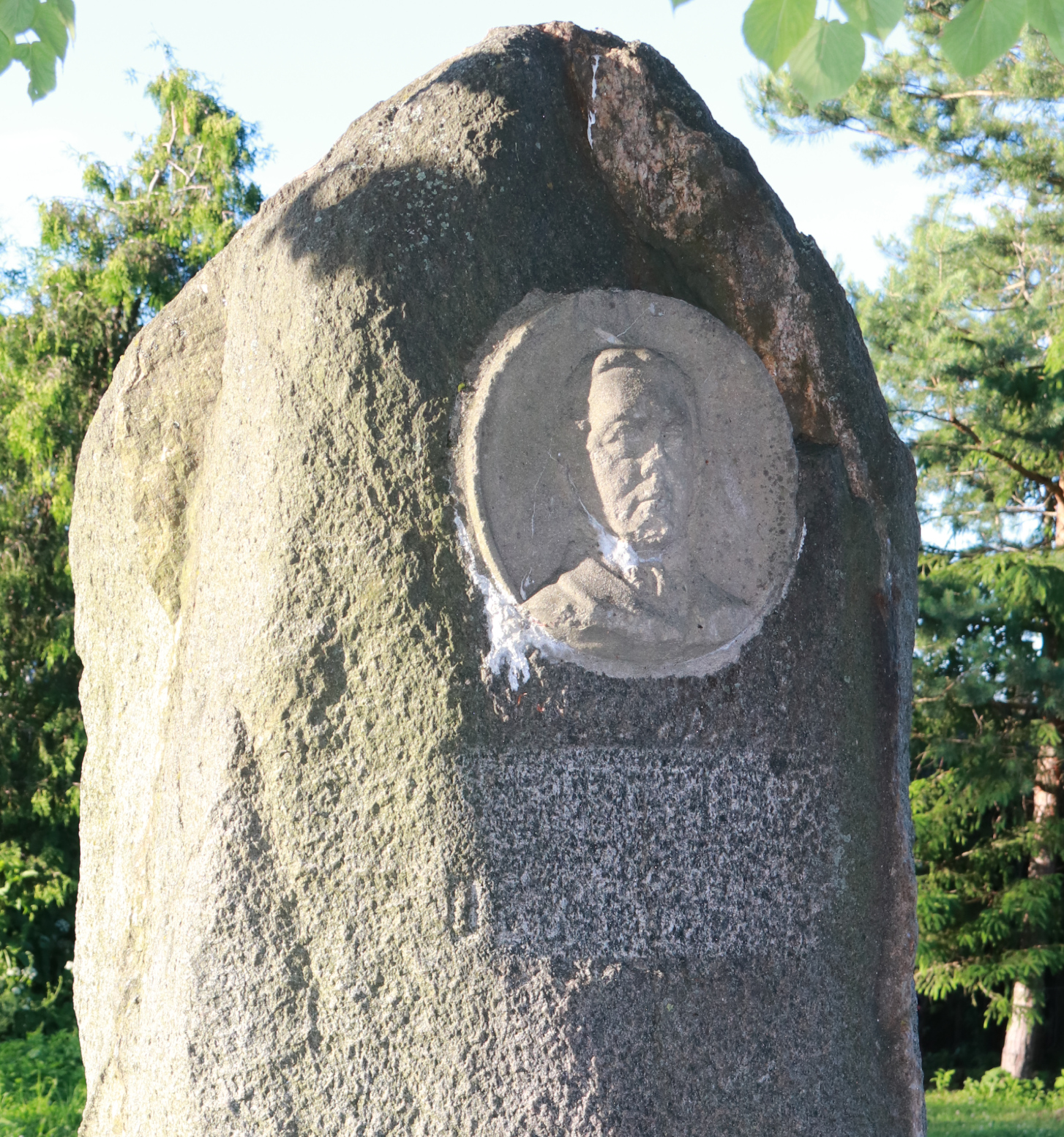
Denkmal Dewischeit, Medaillon 2019

Über vier Jahre wurde Kimritz von dem Bildschnitzer Albert Boy und dem Steinmetz Bogumil Sláma ausgebildet.  Nach einem weiteren Jahr bei Sláma besuchte er die Kunstakademie Königsberg. In den beiden ersten Jahren unterrichteten ihn zwei Schüler von Friedrich Reusch (Borchert und Sauer). In den folgenden zwei Jahren war Stanislaus Cauer sein Lehrer.
Im Umgang mit Holz, Elfenbein und Stein ausgebildet, wurde Kimritz für die Akademiekollegen unentbehrlich. Walter Rosenberg, der gleichaltrige Franz Andreas Threyne und Erich Schmidt-Kestner gaben ihm ihre Modelle zum Aushauen.
Die Luftangriffe auf Königsberg und die Ostpreußische Operation (1945) zerstörten die meisten seiner Werke in Königsberg und in der Provinz Ostpreußen. Im ausgebrannten Königsberger Dom rettete Kimritz die Alabasterbüste von Dorothea (Preußen). Sie ist heute im Puschkin-Museum.
Im Zuge der Flucht und Vertreibung Deutscher aus Mittel- und Osteuropa 1945–1950 gelangte er nach Erfurt, wo er  kirchliche Bildwerke restaurierte. Er half Herbert Meinhard Mühlpfordt bei einem Verzeichnis der Skulpturen in Königsberg, veröffentlicht wurde es 1970 vom Göttinger Arbeitskreis.

## Werke
- Kolossaladler in rotem Granit für Kraupischken
- Muschelkalk-Putte auf Ganter reitend im Garten der Kunst- und Gewerkschule
- Statue von Friedrich III. in der Kalthöfer Kirche.
- Kolossalbüste von Friedrich Ludwig Jahn
- Köpfe auf dem Grabmal für Peter Gustav Lejeune Dirichlet auf dem Neuen Altstädtischen Friedhof
- Erzrelief von Leopold Götz
- Denkmal mit Relief für Friedrich Dewischeit in Lötzen[4]